# Winkl bei Grabenstätt
Winkl bei Grabenstätt ist ein Gemeindeteil von Grabenstätt im oberbayerischen Landkreis Traunstein.

## Geschichte
Das Dorf wird wohl bereits im 10. Jahrhundert als Gut „Winkilarum“ erstmals genannt. Eine mittelalterliche Befestigung mit Wassergraben ist als Bodendenkmal erhalten (siehe Turmhügel Winkl). Im 15. Jahrhundert sind die Auer zu Winkel als Besitzer der nicht geschlossenen Hofmark überliefert. Diesen folgte im 16. Jahrhundert Burkhard von Schellenberg, 1549 die Weitmoser und 1659 die Grafen von Lamberg.

## Baudenkmäler
- Schloss
- Kapelle

Siehe auch: Liste der Baudenkmäler in Winkl bei Grabenstätt